# La Flamengrie (Nord)
Pour les articles homonymes, voir La Flamengrie.
La Flamengrie est une commune française, située dans le département du Nord en région Hauts-de-France.
C'est une commune limitrophe de la Belgique, et le village se poursuit dans la commune belge de Honnelles en Wallonie. En effet, la localité n'est devenue française qu'à la suite des Traités de Nimègue de 1678 mettant fin à la guerre de Hollande.

## Géographie

### Localisation

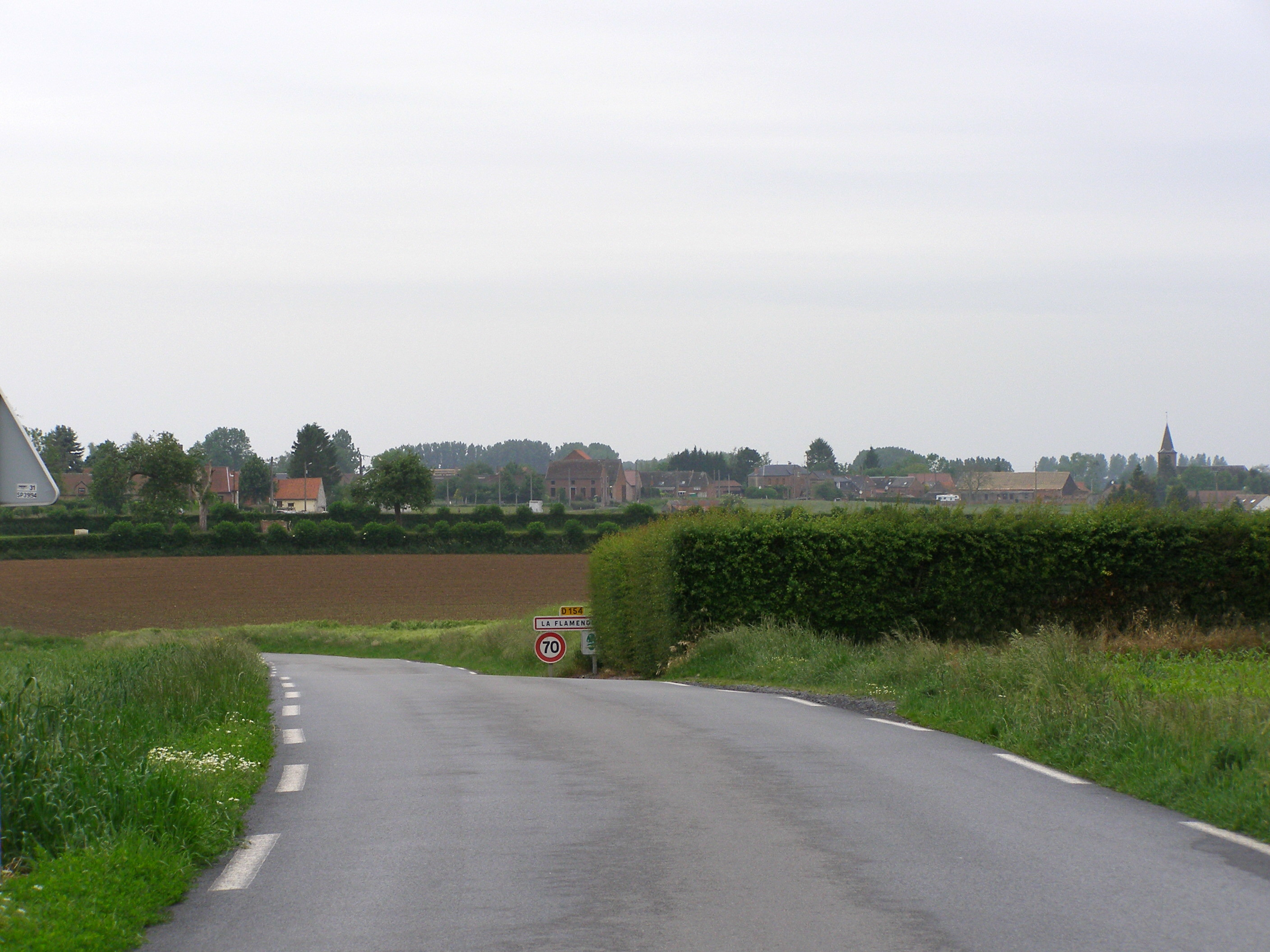
Vue générale du village.

La Flamengrie a une position très particulière sur la frontière franco-belge à la croisée de deux routes l'une longeant la frontière, l'autre conduisant en Belgique des deux côtés.  Des maisons ont été construites du côté belge de ces routes et La Flamengrie est, de fait, un village franco-belge. 
Cette situation amène, par exemple la traversée du village français par la camionnette de la poste belge pour porter le courrier à ces maisons belges comprenant l'unique bistrot de la localité. Le jour du 11 novembre, la fanfare du village belge voisin vient devant le monument aux morts, jouer aussi bien la « Marseillaise » que la « Brabançonne », l'hymne national belge.
La commune se trouve dans l'aire d'attraction de Valenciennes (partie française), dans la zone d'emploi de Maubeuge et dans le bassin de vie de Bavay.

### Communes limitrophes
Les communes limitrophes sont Bettrechies, Saint-Waast, Wargnies-le-Petit et Honnelles.

### Géologie et relief
La superficie de la commune est de 2,03 km2 ; son altitude varie de 108  à   132 mètres. 

### Hydrographie

#### Réseau hydrographique

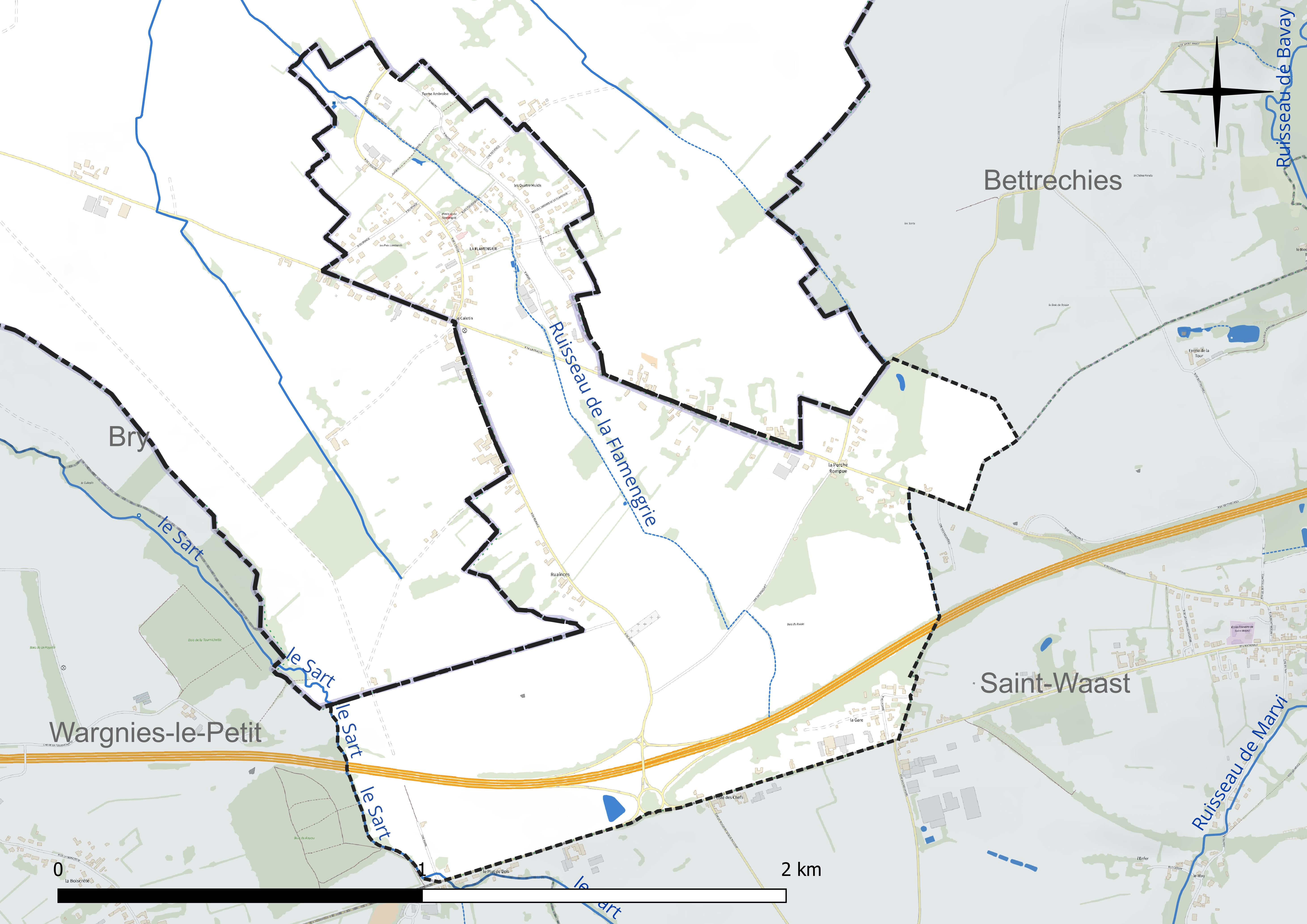
Réseau hydrographique de la Flamengrie.

La commune est située dans le bassin Artois-Picardie. 
Elle est drainée par le ruisseau du Sart et le ruisseau de la Flamengrie,,.

#### Gestion et qualité des eaux
Le territoire communal est couvert par le schéma d'aménagement et de gestion des eaux (SAGE) « Escaut ». Ce document de planification concerne un territoire de 2 005 km2 de superficie, délimité par le bassin versant de l'Escaut. Le périmètre a été arrêté le 9 juin 2006 et le SAGE proprement dit a été approuvé le 13 juillet 2021. La structure porteuse de l'élaboration et de la mise en œuvre est le syndicat mixte Escaut et Affluents (SyMEA). 
La qualité des cours d'eau peut être consultée sur un site dédié géré par les agences de l'eau et l'Agence française pour la biodiversité. 

### Milieux naturels et biodiversité
La Flamengrie fait partie du parc naturel régional de l’Avesnois.

## Urbanisme

### Typologie
Au 1er janvier 2024, La Flamengrie est catégorisée commune rurale à habitat dispersé, selon la nouvelle grille communale de densité à sept niveaux définie par l'Insee en 2022.
Elle est située hors unité urbaine. Par ailleurs la commune fait partie de l'aire d'attraction de Valenciennes (partie française), dont elle est une commune de la couronne,. Cette aire, qui regroupe 102 communes, est catégorisée dans les aires de 200 000 à moins de 700 000 habitants,.

### Occupation des sols

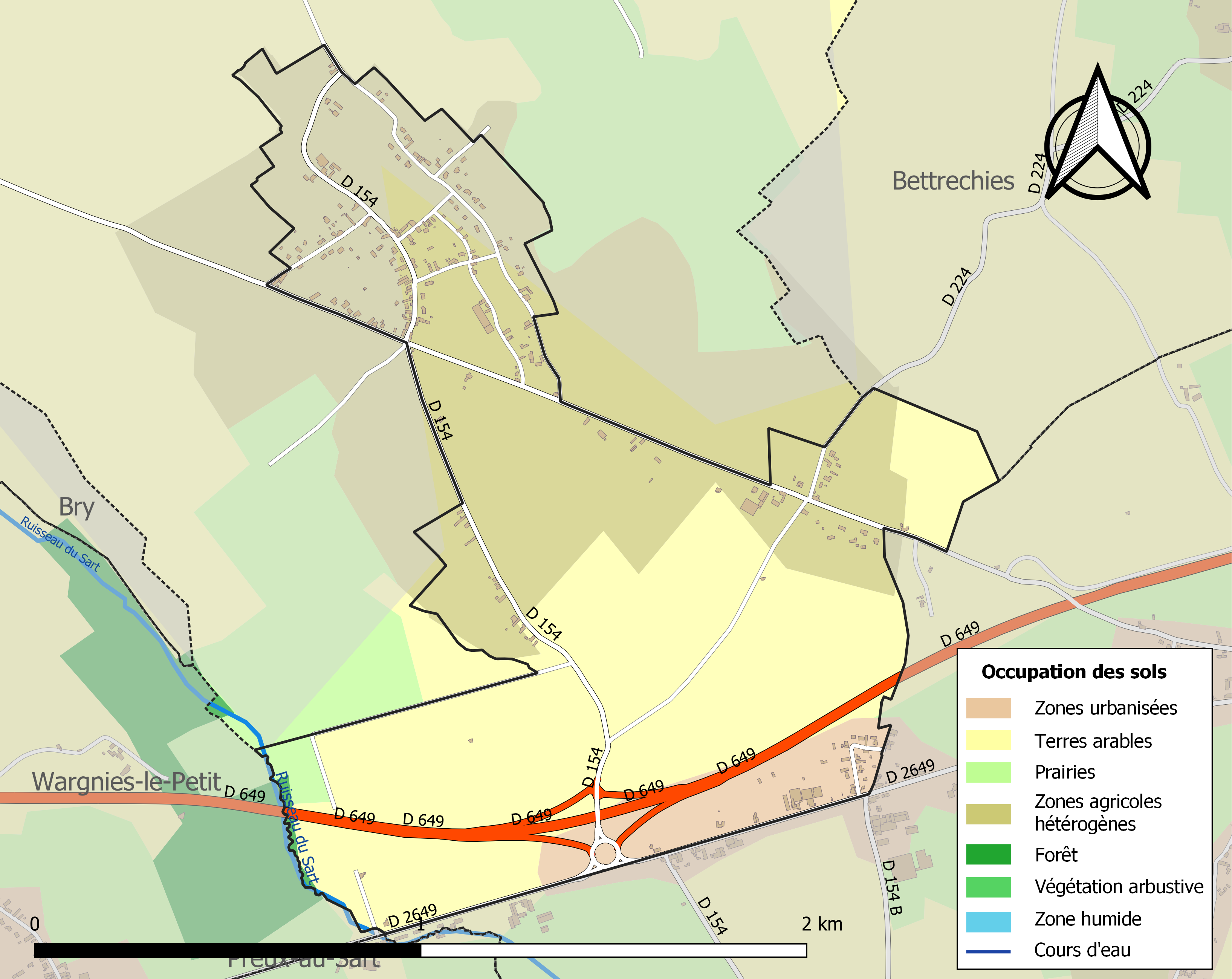
Carte des infrastructures et de l'occupation des sols de la commune en 2018 (CLC).

L'occupation des sols de la commune, telle qu'elle ressort de la base de données européenne d'occupation biophysique des sols Corine Land Cover (CLC), est marquée par l'importance des territoires agricoles (91,9 % en 2018), une proportion identique à celle de 1990 (91,9 %). 
La répartition détaillée en 2018 est la suivante : zones agricoles hétérogènes (45,6 %), terres arables (45,2 %), zones urbanisées (7,7 %), prairies (1,2 %), forêts (0,3 %). 
L'évolution de l'occupation des sols de la commune et de ses infrastructures peut être observée sur les différentes représentations cartographiques du territoire : la carte de Cassini (XVIIIe siècle), la carte d'état-major (1820-1866) et les cartes ou photos aériennes de l'IGN pour la période actuelle (1950 à aujourd'hui).

### Habitat et logement
En 2022, le nombre total de logements dans la commune était de 190, alors qu'il était de 173 en 2016 et de 174 en 2011. 
Parmi ces logements, 92,9 % étaient des résidences principales, 1,4 % des résidences secondaires et 5,7 % des logements vacants. Ces logements étaient  tous des maisons individuelles. 
Le tableau ci-dessous présente la typologie des logements à La Flamengrie en 2022 en comparaison avec celle du Nord et de la France entière. Une caractéristique marquante du parc de logements est ainsi la faible proportion des résidences secondaires et logements occasionnels (1,4 %) par rapport au département (1,8 %) et à la France entière (9,7 %). 
| Typologie                                               | La Flamengrie | Nord | France entière |
| ------------------------------------------------------- | ------------- | ---- | -------------- |
| Résidences principales (en %)                           | 92,9          | 91   | 82,3           |
| Résidences secondaires et logements occasionnels (en %) | 1,4           | 1,8  | 9,7            |
| Logements vacants (en %)                                | 5,7           | 7,2  | 8              |

### Voies de communication et transports
La commune est desservie par une sortie sur l'ancienne route nationale 49 (actuelle RD 649, une voie express).

## Toponymie
Le nom de la localité est attesté sous les formes Flamengeria (1174) ; Flamingeria (1187) ; Flamangeria (1186-1204).

Du néerlandais Vlamingen « Flamands » et du suffixe roman -aria (colonia) : « la (colonie) de Flamands », nom d'origine populaire, né du parler roman et latinisé en Flamingeria. L'appellation « La Flamengrie » a désigné divers endroits, principalement dans le Hainaut, indiquant des terres occupées par des immigrants flamands (Flamingi) ; le suffixe -erie indiquant le caractère collectif du mot. Le nom de la commune n'apparaît qu'à partir de la fin du XIIe siècle, époque où une émigration se fit depuis la Flandre.
Une commune de l'Aisne porte le même nom : La Flamengrie.

## Histoire

### Temps modernes
A la fin de la guerre de Hollande du XVIIe siècle opposant la France et ses alliés (Angleterre, Münster, Liège, Bavière, Suède) à la Quadruple-Alliance comprenant les Provinces-Unies, le Saint-Empire, le Brandebourg et la Monarchie espagnole, et remportée notamment par Louis XIV, les traités de Nimègue de 1679 attribuent à la France les places-fortes de Condé, Valenciennes, Maubeuge conquises par Louis XIV ont été attribuées à la France, ainsi que Bavay, ville non fortifiée, ainsi que les villages dépendant de ces villes, et la limite du territoire de ces villages a déterminé la frontière.
La Flamengrie fait alors partie de la prévôté  de Bavay et est devenue française, tandis que le village voisin de Roisin était dans la prévôté de Mons et est resté espagnol. Il se trouve que les seigneurs de Roisin possédaient de grands bois, le bois de Roisin situé  au sud de La Flamengrie et le bois du Perchois situé à l'est, qui sont également restés espagnols. La Flamengrie s'est ainsi trouvée entourée de terres espagnoles. Qui plus est, la route qui allait de Valenciennes à Bavay, puis à Maubeuge, était interrompue par ces bois où contrebandiers et brigands pouvaient échapper aux autorités françaises. La liaison entre les places-fortes de Valenciennes et Maubeuge n'était pas sure ; la voiture de l'Intendant du Hainaut y a même été attaquée.
Tout au long du XVIIIe siècle, des conférences diplomatiques ont eu lieu entre Français et Autrichiens (qui avaient succédé aux Espagnols aux Pays-Bas) afin de rectifier la frontière et de supprimer les enclaves comme celle de La Flamengrie. Les Français, soucieux de sécuriser la route de Valenciennes à Maubeuge, demandaient, au minimum, la cession du bois de Roisin. Finalement, lors d'une convention pour la modification de la frontière signée le 18 novembre 1779, la France obtient seulement une partie du Bois de Roisin ; encore faut-il céder à l'Autriche la même superficie en terres agricoles prises tout autour du village de La Flamengrie. Pendant l'été 1780, les bois et les parcelles non construites et non habitées autour du village sont arpentés, mesurés et cartographiés. Une nouvelle limite est ainsi définie, qui imposera aux habitants toute une série de contraintes. Des bornes sont placées en 1781 le long de cette frontière modifiée, à chaque changement de direction de  son tracé ; comme ce tracé est particulièrement tortueux, il ne faut pas moins de 65 bornes. Ces bornes diffèrent des bornes plus simples qu'on trouve ailleurs sur la frontière. En pierre bleue sculptée, elles portent d'un côté le mot « FRANCE » surmonté des trois fleurs de lys royales et de l'autre, le mot « AUTRICHE » surmonté de l'aigle bicéphale couronné, emblème de l'empire autrichien des Habsbourg ; sur le dessus de chaque borne est gravé son numéro d'ordre allant de 1 à 65. On peut encore voir aujourd'hui une cinquantaine de ces bornes, la plupart en bon état ; une vingtaine sont à proximité des rues et chemins de La Flamengrie, les autres sont dans la campagne, au détour des haies.

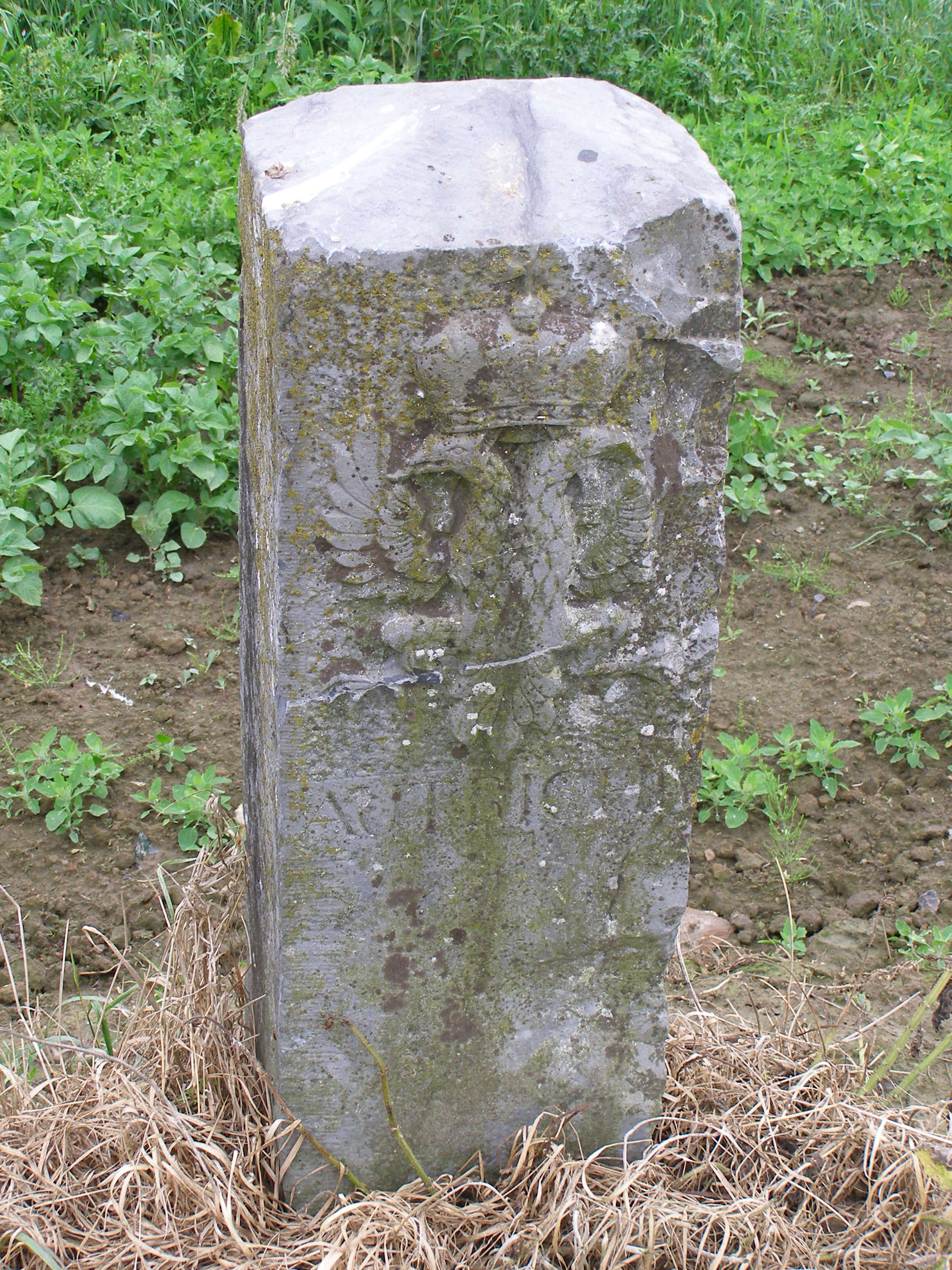
Face autrichienne (aigle bicéphale des Habsbourg) d'une ancienne borne frontière.
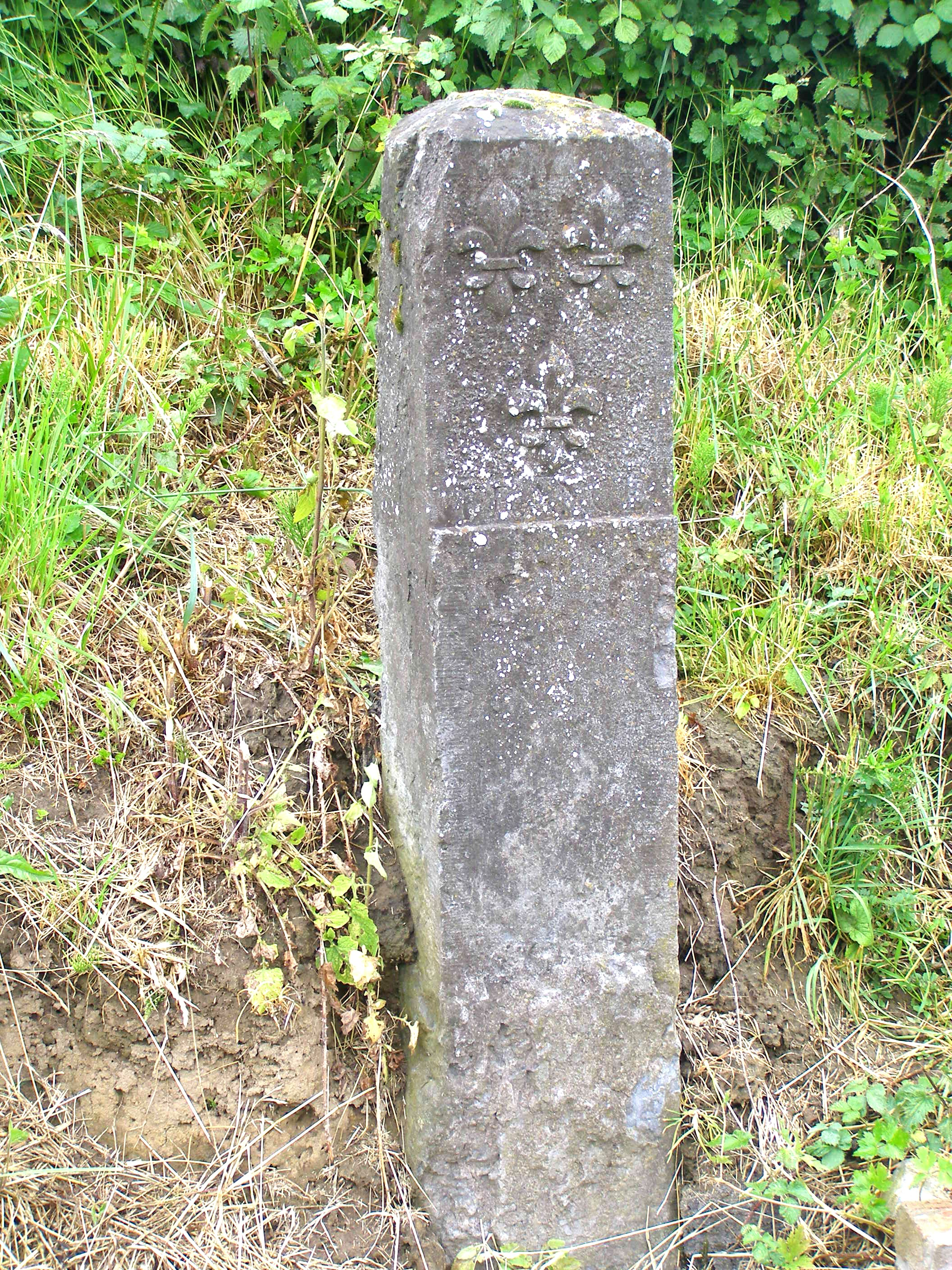
Face française (trois fleurs de lys du royaume de France) d'une ancienne borne frontière.
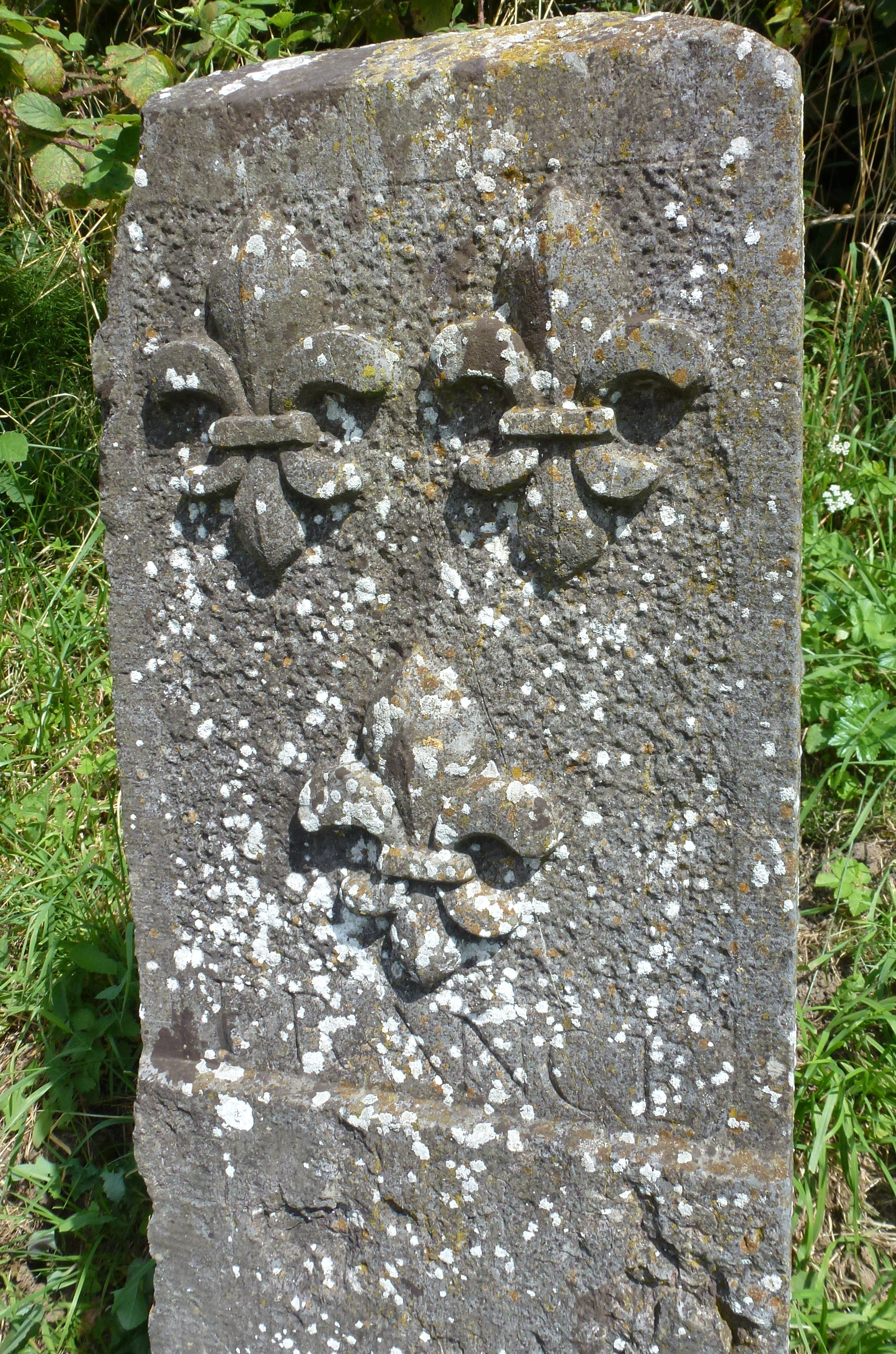
Borne 46 sur le sentier « Voit n'y goutte ».

La présence de la frontière, si près du cœur du village, a profondément marqué la vie des habitants...
Ce village est le lieu de nombreuses anecdotes concernant les contrebandiers et leur traque par les douaniers...

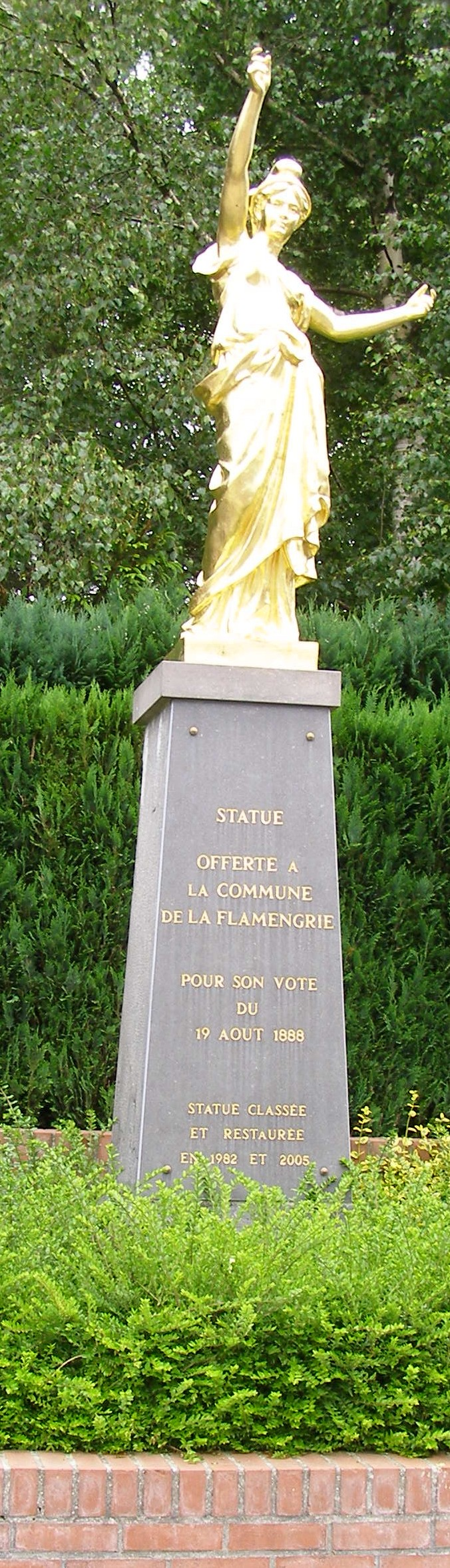
Statue de Marianne, volée en 2008. Photo de juillet 2005.

En 1888, une statue de Marianne est offerte à la commune par une souscription nationale organisée par le gouvernement, à la fin de la crise du Boulangisme, car tous les électeurs avaient votés pour la République.

### Époque contemporaine
Lors de la Première Guerre mondiale, le village se trouve en zone d'occupation allemande, et n'est libéré que le 6 novembre 1918 par des troupes britanniques.

## Politique et administration

### Rattachements administratifs et électoraux

#### Rattachements administratifs
La commune se trouve dans l'arrondissement d'Avesnes-sur-Helpe du département du Nord.  
Elle faisait partie depuis 1793 du canton de Bavay. Dans le cadre du redécoupage cantonal de 2014 en France, cette circonscription administrative territoriale a disparu, et le canton n'est plus qu'une circonscription électorale.

#### Rattachements électoraux
Pour les élections départementales, la commune fait partie depuis 2014 du canton  d'Aulnoye-Aymeries.
Pour l'élection des députés, elle fait partie de la troisième circonscription du Nord.

### Intercommunalité
La Flamengrie était membre de la communauté de communes du Bavaisis, un établissement public de coopération intercommunale (EPCI) à fiscalité propre créé fin 1993 et auquel la commune avait transféré un certain nombre de ses compétences, dans les conditions déterminées par le code général des collectivités territoriales.
Conformément aux prescriptions de la loi de réforme des collectivités territoriales du 16 décembre 2010, qui a prévu le renforcement et la simplification des intercommunalités et la constitution de structures intercommunales de grande taille, celle-ci a fusionné avec ses voisines  pour former, le 31 décembre 2013, la communauté de communes du Pays de Mormal, dont est désormais membre la commune.

### Liste des maires
| Période                                  | Période                   | Identité                       | Étiquette | Qualité                                                                              |
| ---------------------------------------- | ------------------------- | ------------------------------ | --------- | ------------------------------------------------------------------------------------ |
| Les données manquantes sont à compléter. |                           |                                |           |                                                                                      |
|                                          |                           |                                |           |                                                                                      |
| 1802 ou avant                            | 1808 ou après             | P. J. Crasquin                 |           |                                                                                      |
|                                          |                           |                                |           |                                                                                      |
| 1889                                     |                           | Jean Baptiste Mathieu Philippe |           |                                                                                      |
|                                          |                           |                                |           |                                                                                      |
| 1939 ou avant                            |                           | M. Masson                      |           |                                                                                      |
|                                          |                           |                                |           |                                                                                      |
| mars 1977                                | juin 1995                 | Maurice Delbove                |           |                                                                                      |
| juin 1995                                | mai 2020                  | Régis Grémont-Naumann          |           | Ingénieur des mines Chef d'une entreprise valenciennoise de travaux publics routiers |
| mai 2020 Fin=                            | En cours (au 23 mai 2020) | Yohan Lecerf                   |           | Dirigeant d'un cabinet en évolution professionnelle                                  |

## Population et société

### Démographie

#### Évolution démographique
L'évolution du nombre d'habitants est connue à travers les recensements de la population effectués dans la commune depuis 1793. Pour les communes de moins de 10 000 habitants, une enquête de recensement portant sur toute la population est réalisée tous les cinq ans, les populations de référence des années intermédiaires étant quant à elles estimées par interpolation ou extrapolation. Pour la commune, le premier recensement exhaustif entrant dans le cadre du nouveau dispositif a été réalisé en 2007.

En 2022, la commune comptait 433 habitants, en évolution de +5,61 % par rapport à 2016 (Nord : +0,51 %, France hors Mayotte : +2,11 %).
| 1793 | 1800 | 1806 | 1821 | 1831 | 1836 | 1841 | 1846 | 1851 |
| ---- | ---- | ---- | ---- | ---- | ---- | ---- | ---- | ---- |
| 283  | 235  | 269  | 315  | 348  | 411  | 403  | 354  | 340  |

| 1856 | 1861 | 1866 | 1872 | 1876 | 1881 | 1886 | 1891 | 1896 |
| ---- | ---- | ---- | ---- | ---- | ---- | ---- | ---- | ---- |
| 328  | 344  | 287  | 282  | 293  | 306  | 322  | 312  | 306  |

| 1901 | 1906 | 1911 | 1921 | 1926 | 1931 | 1936 | 1946 | 1954 |
| ---- | ---- | ---- | ---- | ---- | ---- | ---- | ---- | ---- |
| 288  | 295  | 318  | 283  | 315  | 319  | 326  | 293  | 298  |

| 1962 | 1968 | 1975 | 1982 | 1990 | 1999 | 2006 | 2007 | 2012 |
| ---- | ---- | ---- | ---- | ---- | ---- | ---- | ---- | ---- |
| 344  | 268  | 208  | 305  | 317  | 355  | 395  | 401  | 396  |

| 2017 | 2022 | - | - | - | - | - | - | - |
| ---- | ---- | - | - | - | - | - | - | - |
| 420  | 433  | - | - | - | - | - | - | - |

#### Pyramide des âges
La population de la commune est relativement jeune.
En 2018, le taux de personnes d'un âge inférieur à 30 ans s'élève à 34,9 %, soit en dessous de la moyenne départementale (39,5 %). À l'inverse, le taux de personnes d'âge supérieur à 60 ans est de 24,8 % la même année, alors qu'il est de 22,5 % au niveau départemental.
En 2018, la commune comptait 218 hommes pour 206 femmes, soit un taux de 51,42 % d'hommes, largement supérieur au taux départemental (48,23 %).
Les pyramides des âges de la commune et du département s'établissent comme suit.
| Hommes | Classe d’âge | Femmes |
| ------ | ------------ | ------ |
| 0,0    | 90 ou +      | 0,5    |
| 4,7    | 75-89 ans    | 4,9    |
| 17,2   | 60-74 ans    | 22,7   |
| 25,9   | 45-59 ans    | 17,7   |
| 18,5   | 30-44 ans    | 18,1   |
| 14,3   | 15-29 ans    | 15,2   |
| 19,4   | 0-14 ans     | 21,0   |

| Hommes | Classe d’âge | Femmes |
| ------ | ------------ | ------ |
| 0,5    | 90 ou +      | 1,4    |
| 5,3    | 75-89 ans    | 8,1    |
| 14,8   | 60-74 ans    | 16,2   |
| 19,1   | 45-59 ans    | 18,4   |
| 19,5   | 30-44 ans    | 18,7   |
| 20,7   | 15-29 ans    | 19,1   |
| 20,2   | 0-14 ans     | 18     |

## Culture locale et patrimoine

### Lieux et monuments
- L'église Saint-Gilles de 1859.
- Une cinquantaine de bornes frontières sculptées datant de 1780 (sur les 65 qui existaient à l'origine).
- La chapelle des Français, bâtie à la limite de Roisin en mémoire de réfugiés français de la guerre de 1870 ; la chapelle Notre-Dame de Bon Secours.
- La statue de Marianne (1889), don de la République reconnaissante pour le vote du refus du boulangisme, 19 août 1888. La statue, haute d'environ 1,80 m dorée à la feuille, a été volée en 2008[25]. Une petite réplique en terre cuite est placée dans la mairie en juin 2009 en attendant la création d'une nouvelle statue grandeur originale[26].

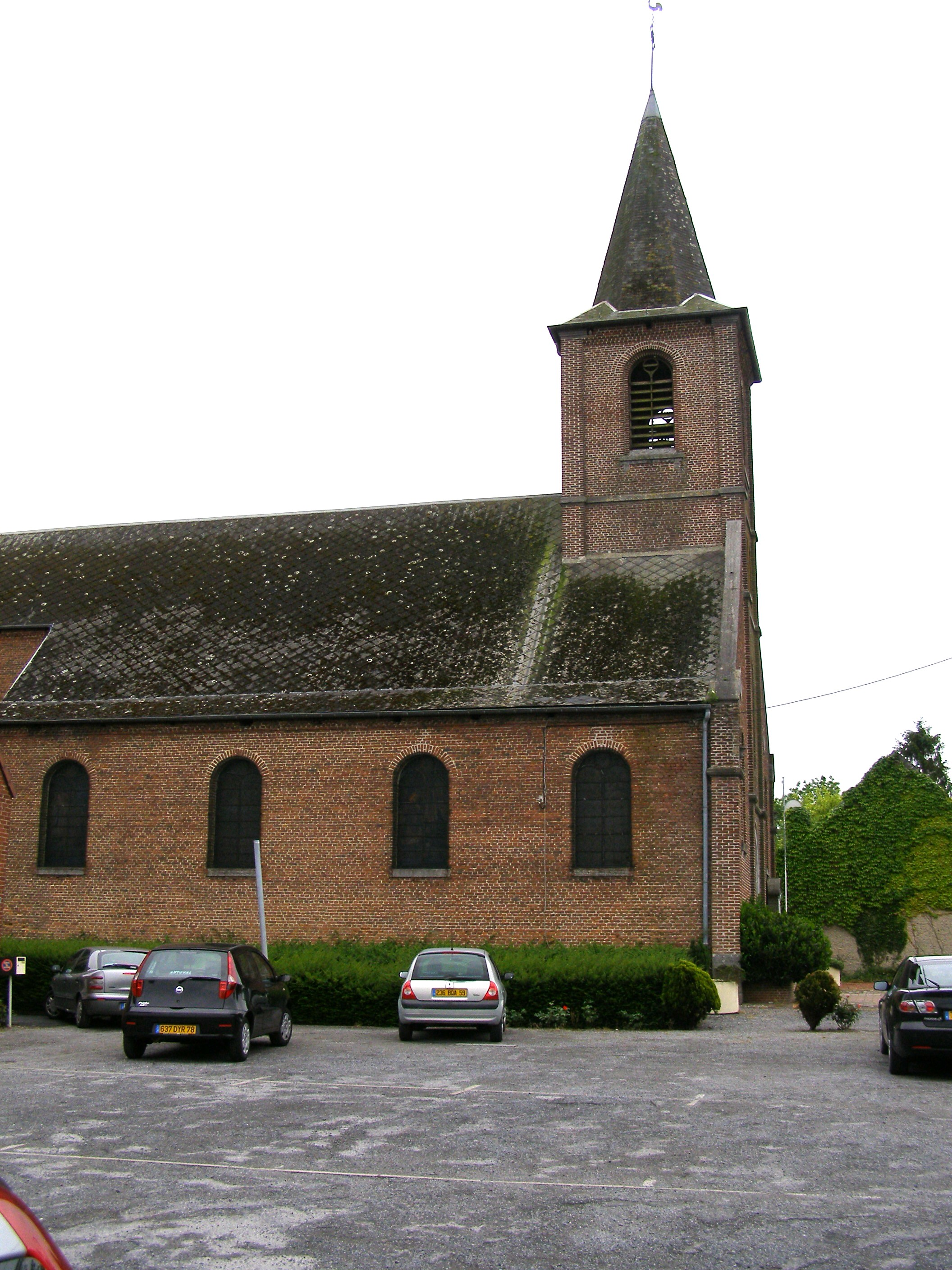
L'église.
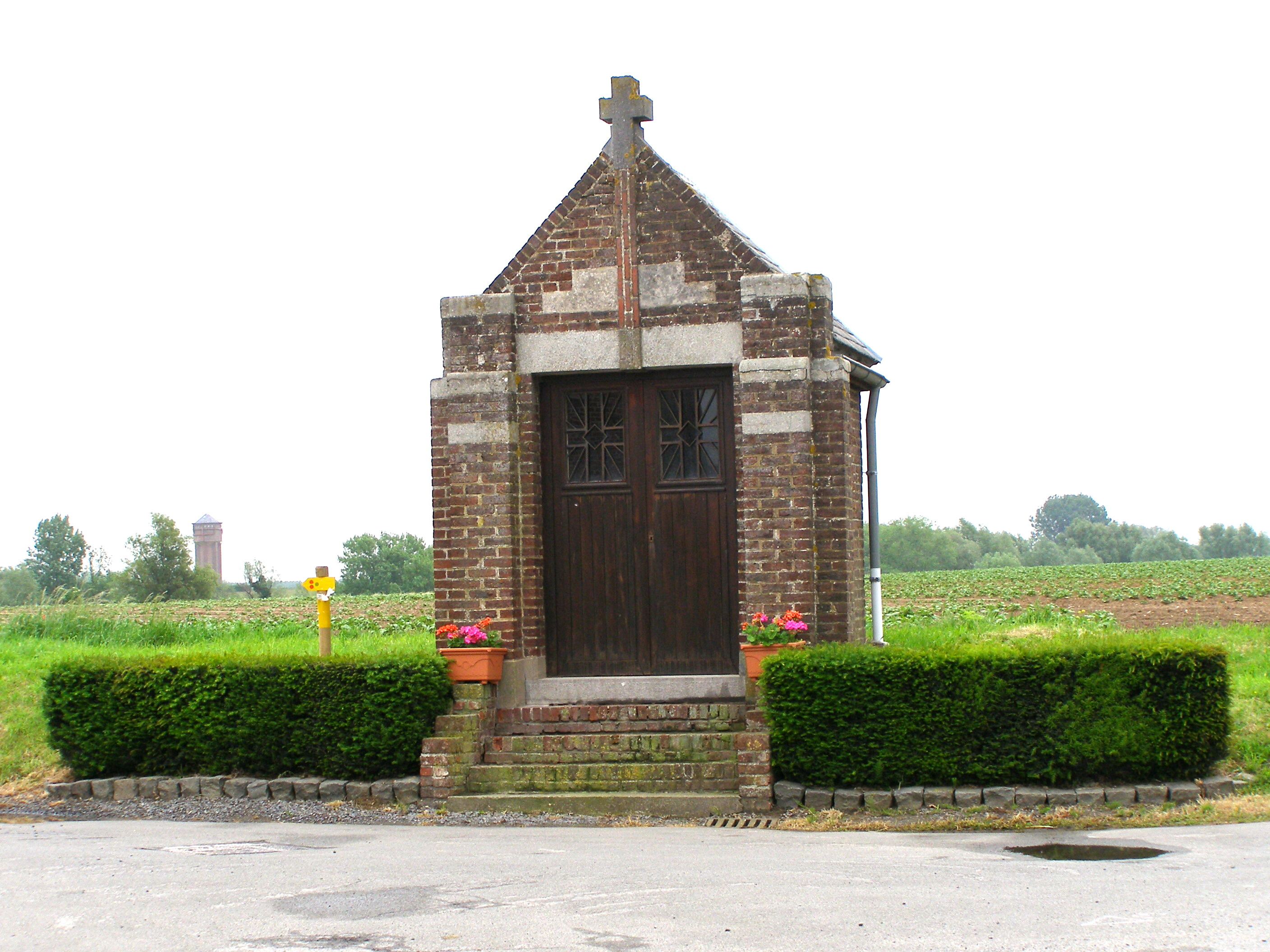
La chapelle des Français.
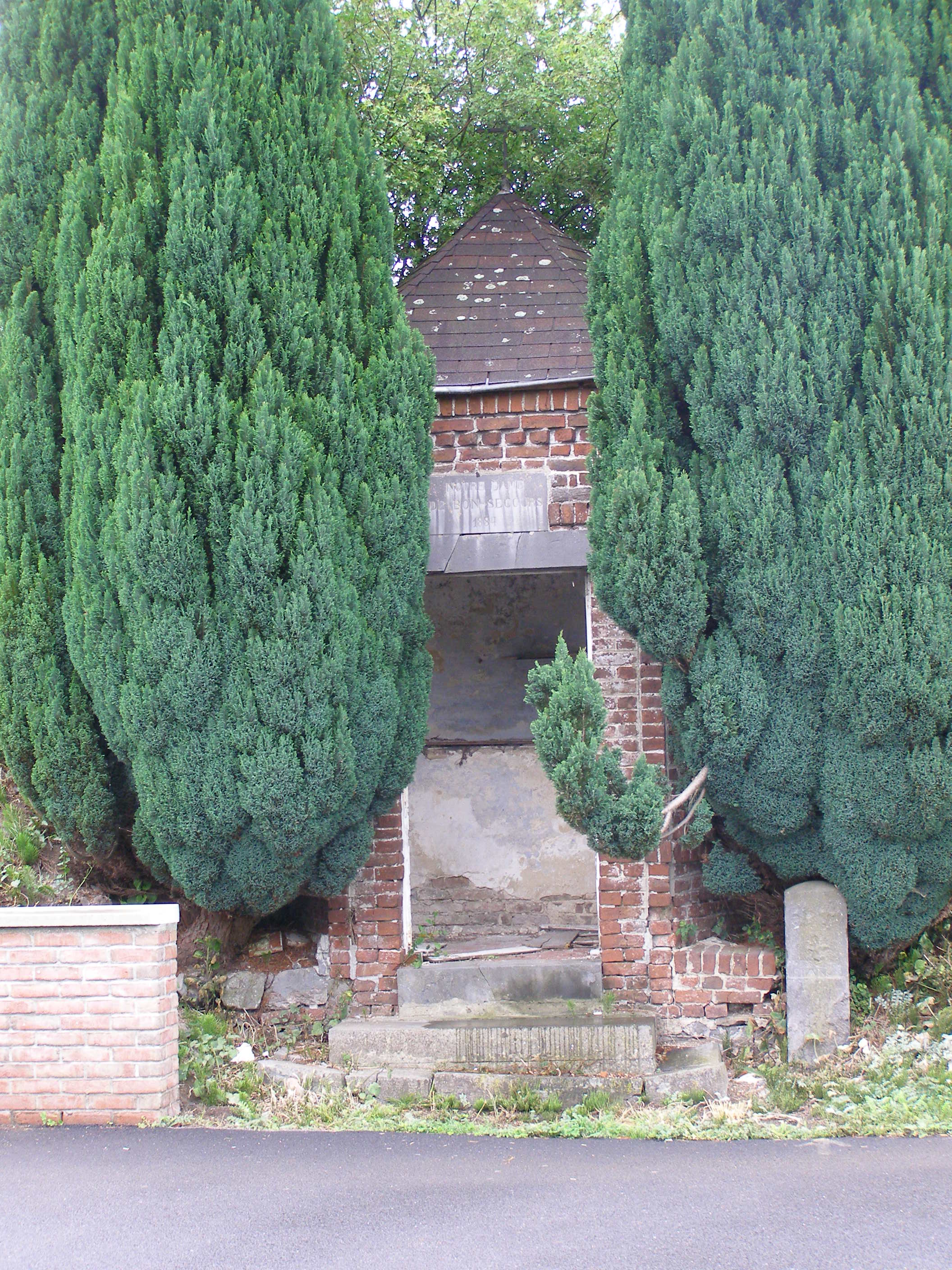
Notre-Dame de Bonsecours.
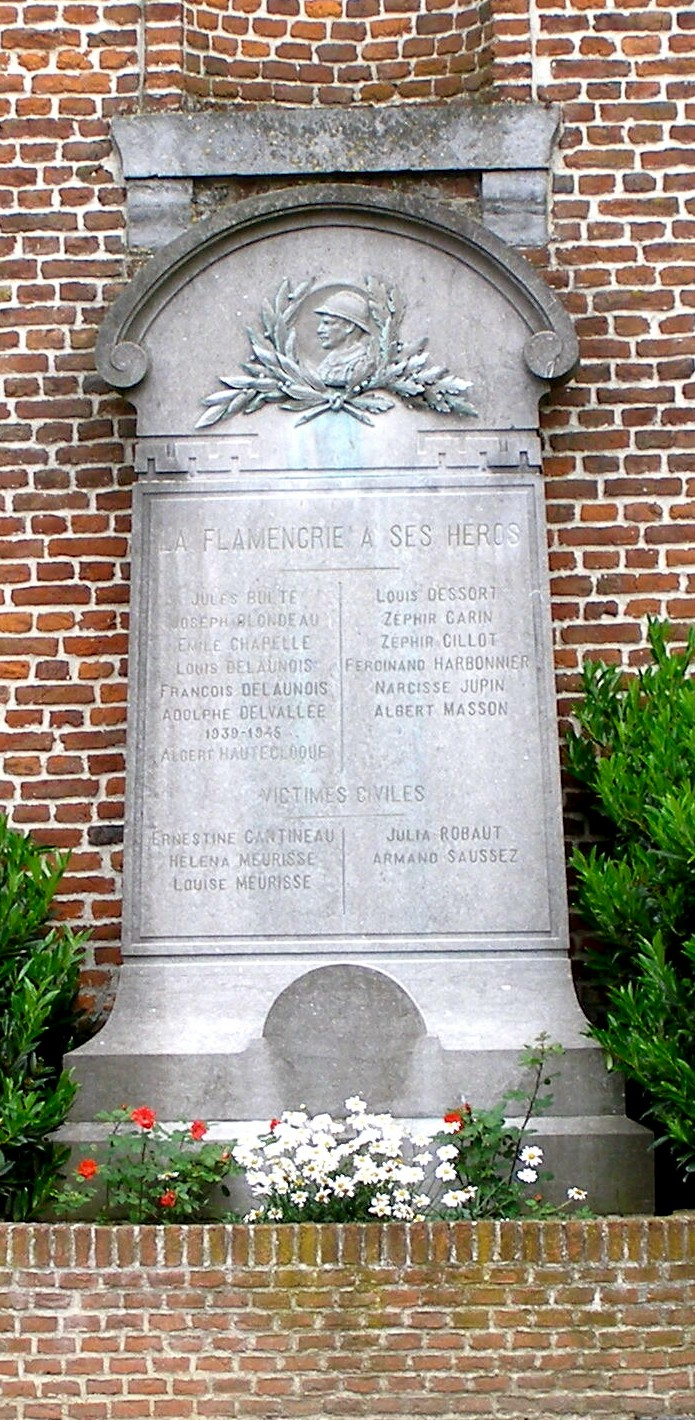
Le monument aux morts.
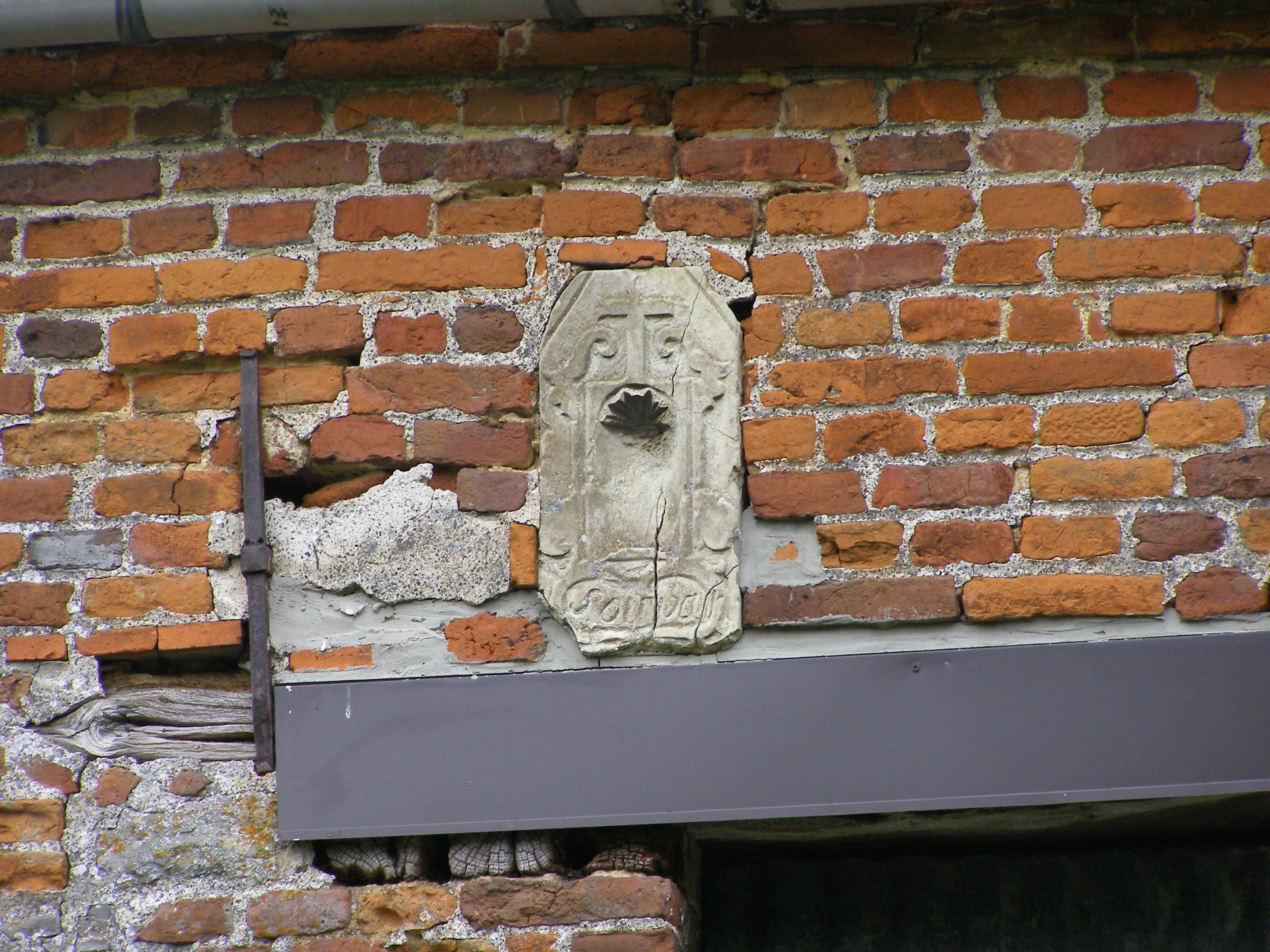
Détail sur une maison.

### Personnalités liées à la commune
- Constantin Mils (1816-1886), artiste peintre né à la Flamengrie, élève de François-Édouard Picot[27], il fut directeur de l'Académie de peinture de Roubaix où il eut notamment pour élèves Rémy Cogghe, Jean-Joseph Weerts et Henri Van Dyck. Ses traits nous sont conservés par le portrait en médaillon qu'en fit le sculpteur Gustave Crauk et qui orne sa sépulture au cimetière de Roubaix.

### Héraldique
| Blason de La Flamengrie (Nord) | Blason  | Bandé d'argent et de gueules.                    |
| Blason de La Flamengrie (Nord) | Détails | Le statut officiel du blason reste à déterminer. |

## Pour approfondir